# Pickup-56
Pickup-56 utkom den 10 maj 2006 och är ett studioalbum av det svenska dansbandet Lasse Stefanz.  På albumlistorna nådde det som högst andra plats i Sverige och sjätte plats i Norge. Albumet innehåller bland annat en cover på Kikki Danielssons hitlåt "En timme för sent" från 1986.

## Låtlista
1. När countryn kom till Skåne
2. Bring it on Home to Me
3. Mot en horisont
4. När inte himlen är så blå
5. Pauline
6. Har du glömt
7. Kärleken är blind
8. En timme för sent
9. More than I Can Say
10. Klockorna har stannat
11. Det kanske är ditt hjärtas fel
12. Drömmar av silver
13. Jag bara älskar dig
14. Kom tillbaks Maria
15. Vad du än tänker

## Listplaceringar
| Lista (2006) | Position |
| ------------ | -------- |
| Norge        | 6        |
| Sverige      | 2        |

### Fotnoter
1. ↑  ”Svensk mediedatabas”. http://smdb.kb.se/catalog/id/002031916. Läst 22 april 2011.
2. ↑  ”Listplacering”. http://norwegiancharts.com/showitem.asp?key=34511&cat=a. Läst 22 april 2011.
3. ↑  ”Listplacering”. http://swedishcharts.com/showitem.asp?key=34511&cat=a. Läst 22 april 2011.